# Kadenandihalli, Shikarpur
Kadenandihalli là một làng thuộc tehsil Shikarpur, huyện Shimoga, bang Karnataka, Ấn Độ.